# Дальневосточный банк
Дальневосточный банк — российский региональный универсальный коммерческий банк, один из ведущих на Дальнем Востоке и в Восточной Сибири и один из крупнейших в Приморском крае.
C 2022 года банк находится под международными санкциями всех стран Евросоюза, США, Австралии и Швейцарии

## История
20 ноября 1990 году на базе Приморского управления Жилсоцбанка СССР создан универсальный паевой коммерческий Дальневосточный банк с уставным капиталом 9 млн.руб. и с филиалами в городах Приморского края: Артем, Находка, Партизанск и Уссурийск. Президент: Ядвига Михайловна Добрянская .
19 июня 1991 года получена лицензия № 843 на право совершения банковских операций.
1992 год. Уставный капитал Банка увеличен до 125,5 млн руб. Открыт первый корреспондентский счет в зарубежном банке — Bank of Tokyo Ltd. Приступило к работе представительство Дальневосточного банка в Москве. Банк вошел в сотню крупнейших коммерческих банков России.
1993 год. Банк преобразован в акционерное общество открытого типа. Уставный капитал вырос до 990 млн.руб.  Открыты филиалы Банка в Дмитрове, Москве и Южно-Сахалинске. Получена генеральная лицензия Центрального банка России. Банк стал членом SWIFT, приступил к обслуживанию пластиковых карт платёжной системы Visa.
1997 год. Сумма кредитных линий, открытых 20 банками-корреспондентами в пользу Дальневосточного банка, превысила 35 млн долларов США. Состоялось подключение Банка к системе электронных лотовых торгов (СЭЛТ) на Московской межбанковской валютной бирже. В связи с приведением организационно-правовой формы Банка в соответствие с изменившимся законодательством, ОАО «Дальневосточный банк» выдана генеральная лицензия Центрального банка России № 843 от 9 июля 1997 года. Получена лицензия профессионально участника рынка ценных бумаг. Финансовая отчетность по международным стандартам подтверждена аудиторской фирмой Moore Stephens.
2003 год. Контрольный пакет акций Дальневосточного банка перешёл к новым собственникам: установлено тесное деловое сотрудничество с Всероссийским банком развития регионов — дочерним банком и основным кредитным учреждением, обслуживающим финансовые потоки НК «Роснефть». Продолжает развиваться торговый эквайринг, появляется Интернет-банкинг для юридических лиц.
2007 год. Дальневосточный банк существенно расширил свою региональную сеть за счёт Хабаровска, Иркутска, Комсомольска-на-Амуре, Ноглики и Охи (Сахалинская область).
2008 год. Банк открыл офисы в Красноярске, Улан-Удэ (Бурятия), Петропавловске-Камчатском, Благовещенске, Лесозаводске и Спасске-Дальнем (Приморский край), Абакане (Хакасия), Ачинске (Красноярский край), максимально расширив географию своего присутствия. В эквайринговой сети банка начат приём карт MasterCard.
2011 год. Решением совета директоров открытого акционерного общества «Дальневосточный банк» от 14 марта 2011 г. президентом ОАО «Дальневосточный банк» назначен Павлюк Валерий Романович.
20 февраля 2015 года ОАО «Дальневосточный банк» сменил наименование на ПАО «Дальневосточный банк».
2016 год. АО «ВБРР» продал дочерний банк структуре группы компаний «Регион». Основным акционером ПАО «Дальневосточный банк» является АО «РЕГИОН Эссет Менеджмент».
Дальневосточный банк становится участником платёжной системы "Мир" и совместно с Роснефтью запускает программу лояльности "Семейная команда".
2018 год. ПАО «Дальневосточный банк» стал основным акционером АО «НПФ «НЕФТЕГАРАНТ».
Банк стал крупнейшим эмитентом карт "Мир" .
2019 год. В эквайринговой сети банка начат приём карт платёжной системы UnionPay, кошельков WeChatPay и Alipay. Активно продолжает развиваться интернет-банкинг для физических лиц.
2020 год. Количество карт «Мир», выпущенных Дальневосточным банком, превысило 1 миллион. Начат выпуск карт JCB, в том числе кобейджинговых карт Мир-JCB .
Держатели карт "Мир" Дальневосточного банка получили возможность совершать покупки с помощью приложения SamsungPay и МирPay.
Дальневосточный банк стал первым в Приморском крае региональным банком — принципиальным членом международной платежной системы Visa International.
Наименование ПАО «Дальневосточный банк» было изменено на АО «Дальневосточный банк» в связи со сменой организационно-правовой формы.
2021 год. Держатели карт Visa Дальневосточного банка получили возможность совершать покупки с помощью приложения Samsung Pay, Google Pay и ApplePay.
Президентом АО «Дальневосточный банк» решением Совета директоров Банка с 15.10.2021 назначен Сергей Маринин.
В августе 2022 года в базе данных ФАС появились сведения о готовящейся продаже 100% банка группой «Регион» некоему гражданину О. Рассмотрение сделки регулятором должно было завершиться до 19 октября 2022 года.
В декабре 2023 года АО «Дальневосточный банк» открывает офис в г. Новосибирске, расширяя географию своего присутствия в Сибири.

## Санкции
27 мая 2022 года «Дальневосточный банк» попал в санкционный список SDN Минфина США в пакете с дополнительными санкциями в отношении Северной Кореи, «за материальную помощь, спонсирование или предоставление финансовой, материальной или технологической поддержки, товаров или услуг национальной авиакомпании КНДР Air Koryo, внесенной в список США, или в ее поддержку. Дальневосточный банк оказывал банковские услуги от имени авиакомпании Air Koryo и других государственных организаций КНДР.»
16 декабря 2022 года Совет Европейского союза в рамках девятого пакета санкций, введённых в ответ на вторжение России на Украину, ввел блокирующие санкции в отношении банка, так как «банк "Дальневосточный" оказывает финансовую поддержку правительству Российской Федерации, и несет ответственность за аннексию Крыма и дестабилизацию Украины». Через пять дней к санкциям ЕС присоединилась Швейцария.
24 февраля 2023 года банк был включен в санкционный список Австралии.

## Деятельность
Дальневосточный банк предоставляет услуги физическим и юридическим лицам на рынках Дальнего Востока и Восточной Сибири. По ключевым показателям входит в ТОП-100 рейтингового агентства Эксперт РА и ТОП-100 российских надежных банков по версии журнала FORBES.  Банк располагает сетью банковских отделений в Приморском, Хабаровском, Красноярском, Камчатском  краях, Новосибирской, Сахалинской и Иркутской, Еврейской автономной  областях, республиках Бурятия и Хакасия. Обслуживает около 12 000 корпоративных клиентов, занятых во всех основных отраслях экономики, а также более 184 000 частных клиентов.
Банк является участником мировых платежных систем Visa, JCB, UnionPay, а также национальной платежной системы "Мир". В 2019 году подтвердил соответствие требованиям стандарта безопасности PCI DSS.
Рейтинговая оценка рейтингового агентства «Эксперт РА» — «ruBBB-», прогноз — «стабильный» (присвоена в сентябре 2019 года), оценка подтверждена 26.08.2021 г.. Имеет высокие оценки рэнкинга рейтингового агентства RAEX (Эксперт РА).